# Dammarie-en-Puisaye
Dammarie-en-Puisaye è un comune francese di 183 abitanti situato nel dipartimento del Loiret nella regione del Centro-Valle della Loira.

## Società

### Evoluzione demografica
Abitanti censiti